# مشاكل العلاج الدوائي
تمثل مشاكل العلاج الدوائي (DTPs) (أو المشاكل المتعلقة بالأدوية، DRPs) تصنيف وتعريف المشكلات السريرية المتعلقة باستخدام الأدويةأو "العقاقير" في مجال الرعاية الصيدلانية. في سياق الممارسة السريرية، وغالباً ما يتم تحديد مشكلات العلاج الدوائي و/أو منعها و/أو حلها من قبل الصيادلة في سياق إدارة العلاج الدوائي، كخبراء في سلامة وفعالية الأدوية، ولكن قد يقوم متخصصو الرعاية الصحية الآخرون أيضاً بإدارة مشاكل العلاج الدوائي.
يمكن تعريف مشكلة العلاج الدوائي بأنها حدث أو ظرف يتضمن العلاج الدوائي (لعلاج الدوائي) الذي يتعارض مع توفير الرعاية الطبية الأمثل. في عام 1990، قامت إل إم ستراند وزملاؤها (استناداً إلى العمل السابق لـ آر إل ميكال ودي سي برودي، المنشور في عامي 1975 و1980 على التوالي) بتصنيف مشاكل العلاج الدوائي إلى ثماني فئات مختلفة. وفقاً لهذه الفئات، قام الصيادلة بإنشاء قائمة بـمشاكل العلاج الدوائي لكل مريض. ونتيجة لذلك، أصبح لدى الصيادلة صورة واضحة عن العلاج الدوائي للمريض وحالته الطبية. منشور ثانٍ لـ RJ Cipolle مع LM Strand في عام 1998، قام بتغيير الفئات الثماني إلى سبع، مجمعة في أربعة احتياجات للعلاج الدوائي: الاستطباب، الفعالية، السلامة والالتزام.

## أمثلة
- المرضى الذين يعانون من آلام مزمنة والتي توصف لهم مسكنات الألم الأفيونية (مثل المورفين) قد يتراكم لديهم تحمل لتأثير مسكنات الألم، مما يتطلب جرعات أعلى لتحقيق نفس تأثير تقليل الألم. هذه الممارسة المحفوفة بالمخاطر المتمثلة في تصعيد الجرعة يمكن أن تؤدي إلى تعاطي جرعات زائدة من المخدرات.
- تقلل بعض الأدوية من امتصاص الجسم للعناصر الغذائية الأساسية من الطعام، مما قد يؤدي إلى نقص التغذية.[6]

## المشاكل الثمانية الأصلية
وفقاً للصفحة 73 في مقدمة لتقديم الرعاية الصحية: كتاب تمهيدي للصيادلة، نشأت مشاكل العلاج الدوائي من ستراند وآخرين. (1990) الذي حدّد ثماني مشاكل يمكن أن تؤدي إلى نتائج صحية سيئة في محاولة لتصنيف ذكر هيلبر وستراند في وقت لاحق من عام 1990 أن بيان المهمة أو سبب وجود الصيادلة يجب أن يكون تصحيح مشاكل العلاج الدوائي.
لقد تم الآن تكثيف المشكلات الثمانية الأصلية في سبع فئات من المشكلات، وكما ذكر شرجل فهي:
1. العلاج الدوائي غير الضروري: يمكن أن يحدث هذا عندما يتم وضع المريض على عدد كبير جداً من الأدوية لحالته ولا تكون هناك حاجة للدواء ببساطة.[7]
2. دواء خاطئ: يمكن أن يحدث هذا عندما يتم إعطاء المريض دواءً لا يعالج حالة المريض السابق، مثلاً دواء للقلب لعلاج العدوى.[7]
3. جرعة منخفضة جداً: يمكن أن يحدث هذا عندما يُعطى المريض دواءً غير قوي بما يكفي للحصول على تأثيرات مفيدة أو علاجية.[7]
4. جرعة عالية جدا: يمكن أن يحدث هذا عندما يُعطى المريض دواءً قوياً للغاية ويسبب آثاراً ضارة أو ببساطة ليس ضرورياً.[7]
5. تأثير العقار السلبي: يمكن أن يحدث هذا عندما يكون لدى المريض استجابة حساسية تجاه الدواء.[7]
6. الالتزام غير المناسب: يمكن أن يحدث هذا عندما يختار المريض عدم تناول الدواء أو ينسى تناوله.[7]
7. يحتاج إلى علاج دوائي إضافي: يمكن أن يحدث هذا عندما يحتاج المريض إلى المزيد من الأدوية لعلاج حالته.[7]

## المزيد من تقسيم الفئات
يمكن تقسيم DRPs إلى الفئات التالية: 

### إشارة
يتطلب علاجاً دوائياً إضافياً.
- حالة غير معالجة
- وقائي / وقائي
- التآزر / التقوية

العلاج الدوائي غير الضروري.
- لا يوجد إشارة طبيّة
- العلاج المكرر
- وأشار العلاج غير المخدرات
- علاج التفاعلات الدوائية الضارة التي يمكن تجنبها

### الفعالية
يتطلب منتج دوائي مختلف.
- دواء أكثر فعالية متاح
- الحالة مقاومة للدواء
- شكل الجرعة غير مناسب
- غير فعالة للحالة

الجرعة منخفضة جداً.
- جرعة خاطئة
- التردد غير مناسب
- المدة غير مناسبة
- التفاعل الدوائي

### الأمان
تاثير العقار السلبي.
- تأثير غير مرغوب فيه
- دواء غير آمن للمريض
- تغيرت الجرعة بسرعة كبيرة
- رد فعل تحسسي
- موانع موجودة

الجرعة عالية جداً.
- جرعة خاطئة
- التردد غير مناسب
- إدارة غير صحيحة
- التفاعل الدوائي

### الالتزام
عدم الالتزام.
- الاتجاهات غير مفهومة
- يفضل المريض عدم تناوله
- ينسى المريض أن يأخذ
- المنتج الدوائي باهظ الثمن
- لا يمكن ابتلاع / إدارة
- المنتج الدوائي غير متوفر

1. ↑  Chaves-Carballo, Enrique (1995). "Problems in pediatric drug therapy: By Louis A. Pagliaro and Ann M. Pagliaro". Pediatric Neurology (Book review). ج. 13 ع. 2: 181. DOI:10.1016/0887-8994(95)90028-4.
2. ↑  Schacter، Daniel (2012). Psychology. United States of America: Worth Publisher. ص. 201. ISBN:978-1-4292-3719-2.
3. ↑  Mikeal، R. L.؛ Brown، T. R.؛ Lazarus، H. L.؛ Vinson، M. C. (1 يونيو 1975). "Quality of pharmaceutical care in hospitals". American Journal of Hospital Pharmacy. ج. 32 ع. 6: 567–574. ISSN:0002-9289. PMID:1155467.
4. ↑  Brodie، D. C.؛ Parish، P. A.؛ Poston، J. W. (1 أغسطس 1980). "Societal needs for drugs and drug-related services". American Journal of Pharmaceutical Education. ج. 44 ع. 3: 276–278. ISSN:0002-9459. PMID:10317016.
5. ↑  Cipolle، Robert (1998). Pharmaceutical Care Practice. Mc Graw Hill. ISBN:978-0-07-175638-9.
6. ↑  White، R.؛ Ashworth، A. (2000). "How drug therapy can affect, threaten and compromise nutritional status". Journal of Human Nutrition and Dietetics. ج. 13 ع. 2: 119–129. DOI:10.1046/j.1365-277x.2000.00221.x.
7. 1 2 3 4 5 6 7 8  Strand LM، Morley PC، Cipolle RJ، Ramsey R، Lamsam GD (1990). "Drug-related problems: their structure and function". DICP. ج. 24 ع. 11: 1093–7. DOI:10.1177/106002809002401114. PMID:2275235. S2CID:10493269. مؤرشف من الأصل في 2005-01-26.
8. ↑  Shargel, Leon. Comprehensive Pharmacy Review (ط. 7th). ص. 563.
9. ↑  Pharmaceutical Care Practice: The Clinician's Guide, 2e chapter 1
10. ↑  Pharmacotherapy Casebook: A Patient-Focused Approach, 7e Chapter "Identification of Drug Therapy Problems"
11. ↑  Smith، Cynthia P.؛ Christensen، Dale B. (1 فبراير 1996). "Identification and Clarification of Drug Therapy Problems by Indian Health Service Pharmacists". Ann Pharmacother. ج. 30 ع. 2: 119–124. DOI:10.1177/106002809603000201. PMID:8835041. S2CID:40109294.
12. ↑  McDonough RP, Doucette WR (2003). "Drug therapy management: an empirical report of drug therapy problems, pharmacists' interventions, and results of pharmacists' actions". J Am Pharm Assoc (2003). ج. 43 ع. 4: 511–8. DOI:10.1331/154434503322226266. PMID:12952316.
13. ↑  ASHP (14 يناير 2008). "Minnesota Pharmacist-led MTM Program Resolves Nearly 800 Drug Therapy Problems in First Year" (PDF). مؤرشف من الأصل (PDF) في 2012-02-28.
14. ↑  Mansour Adam Mahmoud (2008). "Drug therapy problems and quality of life in patients with chronic kidney disease" (PDF). Universiti Sains Malaysia. مؤرشف من الأصل (PDF) في 2016-08-16. اطلع عليه بتاريخ 2016-08-12.
15. ↑  Adapted from: Cipolle RJ, Strand LM, Morley PC. Pharmaceutical Care Practice: The Clinician's Guide, 2nd edition. New York: McGraw-Hill, 2004 Adapted by: Carla Dillon, Kimberly Duggan
16. ↑  WM. W. Wigle (1969). "Problems in Drug Therapy". Can Fam Physician. ج. 15 ع. 3: 47–51. PMC:2281307. PMID:20468362.